# Chinesische Badmintonmeisterschaft
Bei den Chinesischen Meisterschaften im Badminton werden jährlich die Titelträger des Landes in dieser Sportart ermittelt. China ist traditionell eine Hochburg des Badmintonsports.

## Die Titelträger
| Saison    | Herreneinzel                       | Dameneinzel                        | Herrendoppel                       | Damendoppel                        | Mixed                              |
| --------- | ---------------------------------- | ---------------------------------- | ---------------------------------- | ---------------------------------- | ---------------------------------- |
| 1956      | Wang Wenjiao                       | Lin Xiaoyu                         |                                    |                                    |                                    |
| 1957      | Chen Fushou                        | Lin Xiaoyu                         |                                    |                                    |                                    |
| 1958      | Wang Wenjiao                       |                                    | Chen Fushou Wang Wenjiao           |                                    | Chen Fushou Chen Jiayan            |
| 1959      | nicht ausgetragen (Nationalspiele) | nicht ausgetragen (Nationalspiele) | nicht ausgetragen (Nationalspiele) | nicht ausgetragen (Nationalspiele) | nicht ausgetragen (Nationalspiele) |
| 1960      |                                    |                                    | Yang Rensu                         |                                    |                                    |
| 1961      | Hou Jiachang                       |                                    |                                    |                                    |                                    |
| 1962      | keine Daten                        | keine Daten                        | keine Daten                        | keine Daten                        | keine Daten                        |
| 1963      | Hou Jiachang                       | Liang Xiaomu                       |                                    | Liang Xiaomu Chen Yuniang          |                                    |
| 1964      |                                    | Chen Yuniang                       |                                    | Chen Yuniang                       |                                    |
| 1965      | nicht ausgetragen (Nationalspiele) | nicht ausgetragen (Nationalspiele) | nicht ausgetragen (Nationalspiele) | nicht ausgetragen (Nationalspiele) | nicht ausgetragen (Nationalspiele) |
| 1966 1971 | keine Daten                        | keine Daten                        | keine Daten                        | keine Daten                        | keine Daten                        |
| 1972      | Hou Jiachang                       | Chen Yuniang                       |                                    | Chen Yuniang                       |                                    |
| 1973      | Hou Jiachang                       | Chen Yuniang                       |                                    | Chen Yuniang                       |                                    |
| 1974      | Tang Xianhu                        | Chen Yuniang                       |                                    | Chen Yuniang                       |                                    |
| 1975      | nicht ausgetragen (Nationalspiele) | nicht ausgetragen (Nationalspiele) | nicht ausgetragen (Nationalspiele) | nicht ausgetragen (Nationalspiele) | nicht ausgetragen (Nationalspiele) |
| 1976      | keine Daten                        | keine Daten                        | keine Daten                        | keine Daten                        | keine Daten                        |
| 1977      |                                    |                                    |                                    |                                    |                                    |
| 1978      | Lin Yixiong                        |                                    |                                    |                                    | Chen Yue                           |
| 1979      | nicht ausgetragen (Nationalspiele) | nicht ausgetragen (Nationalspiele) | nicht ausgetragen (Nationalspiele) | nicht ausgetragen (Nationalspiele) | nicht ausgetragen (Nationalspiele) |
| 1980      | Yan Yujiang                        | Li Lingwei                         | Lin Jiangli Luan Jin               | Li Lingwei Sang Yanqin             |                                    |
| 1981      | Chen Tianlung                      | Zheng Yuli                         | Chen Yue                           | Lin Ying Wu Dixi                   | Chen Yue                           |
| 1982      |                                    |                                    |                                    | Lin Ying Wu Dixi                   | Lin Jiangli Lin Ying               |
| 1983      | nicht ausgetragen (Nationalspiele) | nicht ausgetragen (Nationalspiele) | nicht ausgetragen (Nationalspiele) | nicht ausgetragen (Nationalspiele) | nicht ausgetragen (Nationalspiele) |
| 1984      |                                    |                                    |                                    | Lin Ying Wu Dixi                   | Lao Yujing                         |
| 1985      | Zhang Qingwu                       |                                    |                                    |                                    |                                    |
| 1986      | keine Daten                        | keine Daten                        | keine Daten                        | keine Daten                        | keine Daten                        |
| 1987      | nicht ausgetragen (Nationalspiele) | nicht ausgetragen (Nationalspiele) | nicht ausgetragen (Nationalspiele) | nicht ausgetragen (Nationalspiele) | nicht ausgetragen (Nationalspiele) |
| 1988      |                                    | Tang Jiuhong                       |                                    |                                    |                                    |
| 1989      | keine Daten                        | keine Daten                        | keine Daten                        | keine Daten                        | keine Daten                        |
| 1990      |                                    |                                    |                                    | Nong Qunhua                        |                                    |
| 1991      | Wan Zhengwen                       |                                    | Zheng Shoutai Chen Yu              | Fan Linhua Ye Sichuan              |                                    |
| 1992      |                                    |                                    |                                    | Gu Jun Ge Fei                      |                                    |
| 1993      | nicht ausgetragen (Nationalspiele) | nicht ausgetragen (Nationalspiele) | nicht ausgetragen (Nationalspiele) | nicht ausgetragen (Nationalspiele) | nicht ausgetragen (Nationalspiele) |
| 1994 1996 | keine Daten                        | keine Daten                        | keine Daten                        | keine Daten                        | keine Daten                        |
| 1997      | nicht ausgetragen (Nationalspiele) | nicht ausgetragen (Nationalspiele) | nicht ausgetragen (Nationalspiele) | nicht ausgetragen (Nationalspiele) | nicht ausgetragen (Nationalspiele) |
| 1998      | Sun Jun                            |                                    |                                    |                                    | Liu Yong Ge Fei                    |
| 1999      | keine Daten                        | keine Daten                        | keine Daten                        | keine Daten                        | keine Daten                        |
| 2000      | Chen Hong                          | Zhou Mi                            | Zhang Jun Zhang Wei                |                                    |                                    |
| 2001      | nicht ausgetragen (Nationalspiele) | nicht ausgetragen (Nationalspiele) | nicht ausgetragen (Nationalspiele) | nicht ausgetragen (Nationalspiele) | nicht ausgetragen (Nationalspiele) |
| 2002      | Chen Yu                            |                                    | Liu Yong Chen Qiqiu                |                                    |                                    |
| 2003      | Chen Yu                            | Xie Xingfang                       | Fu Haifeng Chen Qiqiu              | Zhang Jiewen Yang Wei              | Chen Qiqiu Zhang Jiewen            |
| 2004      | Lin Dan                            | Wang Rong                          | Sang Yang Zhang Wei                | Du Jing Yu Yang                    | Liu Zhiyuan Zhang Zhibo            |
| 2005      | nicht ausgetragen (Nationalspiele) | nicht ausgetragen (Nationalspiele) | nicht ausgetragen (Nationalspiele) | nicht ausgetragen (Nationalspiele) | nicht ausgetragen (Nationalspiele) |
| 2006      | keine Daten                        | keine Daten                        | keine Daten                        | keine Daten                        | keine Daten                        |
| 2007      | Chen Jin                           | Wang Yihan                         | Ding Yang Zhang Wei                | Zhao Yunlei Wang Xiaoli            | Chen Zhiben Zhang Jinkang          |
| 2008      | Zhou Wenlong                       | Zhu Jingjing                       | Zhu Lihua Luo Jiening              | Wang Siyun Ma Jin                  | Zhang Nan Xie Jing                 |
| 2009      | nicht ausgetragen (Nationalspiele) | nicht ausgetragen (Nationalspiele) | nicht ausgetragen (Nationalspiele) | nicht ausgetragen (Nationalspiele) | nicht ausgetragen (Nationalspiele) |
| 2010      |                                    |                                    | Rao Yuqiang                        |                                    | Kang Jun Sun Xiaoli                |
| 2011      | Huang Yuxiang                      | Xia Jingyun                        | Zhang Moran Li Tianyong            | Zhong Qianxin Ou Dongni            | Kang Jun Sun Xiaoli                |
| 2012      | Shi Yuqi                           | Xia Jingyun                        |                                    |                                    |                                    |
| 2013      | nicht ausgetragen (Nationalspiele) | nicht ausgetragen (Nationalspiele) | nicht ausgetragen (Nationalspiele) | nicht ausgetragen (Nationalspiele) | nicht ausgetragen (Nationalspiele) |
| 2014      | Wang Zhengming                     | Hui Xirui                          | Cai Yun Kang Jun                   | Xia Huan Jia Yifan                 | Kang Jun Tang Jinhua               |
| 2015      | Shi Yuqi                           | He Bingjiao                        | Wang Sijie Zheng Siwei             |                                    |                                    |
| 2016      | Zhao Junpeng                       | Chen Yufei                         | Liu Xiaolong Ou Xuanyi             | Du Yue Li Yinhui                   | Wang Zekang Wu Yingshi             |
| 2017      | nicht ausgetragen (Nationalspiele) | nicht ausgetragen (Nationalspiele) | nicht ausgetragen (Nationalspiele) | nicht ausgetragen (Nationalspiele) | nicht ausgetragen (Nationalspiele) |
| 2018      | Zhang Weiyi                        | Zhou Meng                          | Chai Biao Zhang Wen                | Xia Yuting Liu Xuanxuan            | Pei Tianyi Wu Qianqian             |
| 2019      | Sun Feixiang                       | Zhou Meng                          | Wang Sijie Tao Jianqi              | Chen Mingchun Gao Ziyao            | Tao Jianqi Ni Bowen                |
| 2020      | Weng Hongyang                      | Chen Yufei                         | Liu Yuchen Feng Yanzhe             | Chen Xiaofei Feng Xueying          | Zheng Siwei Huang Yaqiong          |
| 2021      | nicht ausgetragen (Nationalspiele) | nicht ausgetragen (Nationalspiele) | nicht ausgetragen (Nationalspiele) | nicht ausgetragen (Nationalspiele) | nicht ausgetragen (Nationalspiele) |
| 2022      | Wang Zhengxing                     | Han Qianqian                       | Guo Yuchen Wu Yifei                | Keng Shuliang Zhang Ch             | Chen Sihang Zhou Xinru             |
| 2023      | Liu Liang                          | Cai Yanyan                         | Xie Haonan Zhu Haiyuan             | Chen Xiaofei Feng Xueying          | Zhou Zhihong Tang Ruizhi           |
| 2024      | Zhao Junpeng                       | Cai Yanyan                         | Tan Qiang Liu Yang                 | Chen Xiaofei Feng Xueying          | Shen Xuanyao Wu Mengying           |